# Nick Otto
Nick Otto (* 27. Mai 1999 in Wolfsburg) ist ein deutscher Fußballspieler.

## Werdegang

### Verein
Der Abwehrspieler Nick Otto begann seine Karriere beim Wolfsburger Stadtteilverein TSG Mörse, von wo aus er im Jahre 2011 in die Jugendabteilung des VfL Wolfsburg wechselte. Mit dem Wolfsburger Nachwuchs spielte Otto zunächst in der B-Junioren- und später in der A-Junioren-Bundesliga. Im Sommer 2018 wechselte Nick Otto zu Eintracht Braunschweig in die 3. Liga, kam aber nur für die in der Oberliga Niedersachsen spielende zweite Mannschaft zum Einsatz. Im Januar 2019 wurde er bis zum Saisonende an die zweite Mannschaft des FC St. Pauli in die Regionalliga Nord ausgeliehen. Zwischenzeitlich zur Eintracht zurückkehrt, folgte im Winter 2020 der Wechsel zum Regionalligisten SSV Jeddeloh. Zur Saison 2022/23 wechselte Otto zum Drittligisten SC Verl. Am 23. Juli 2022 gab er sein Profidebüt im Spiel beim 1. FC Saarbrücken. Anschließend bestritt er aufgrund einer Schulterverletzung nur noch ein weiteres Spiel. Um Spielpraxis zu erhalten, wurde Otto im Januar 2023 bis zum Ende der Saison 2022/23 an die zweite Mannschaft von Fortuna Düsseldorf aus der Regionalliga West verliehen. Im Januar 2024 folgte eine Leihe zur zweiten Mannschaft des SC Paderborn 07.
Im Juli 2024 wechselte er zum VfB Oldenburg.

### International
Nick Otto absolvierte ein Länderspiel für die deutsche U-17- und drei Partien für die deutsche U-18-Nationalmannschaft. In allen Spielen blieb er ohne Torerfolg.

## Familie
Nick Ottos Zwillingsbruder Yari Otto ist  Fußballprofi. Der gemeinsame Vater Uwe Otto spielte von 1980 bis 1992 als Abwehrspieler 273 Mal für den VfL Wolfsburg in der seinerzeit drittklassigen Oberliga Nord und war später Trainer der Zwillinge bei der TSG Mörse. Eine Langzeitbeobachtung der Familie wurde im Rahmen der Sendereihe 45 Min am 24. September 2018 im NDR ausgestrahlt und 2021 in der Doku Fußballprofi – Traum und Wirklichkeit fortgesetzt.